# Гусиный лук луковиценосный
Гусиный лук луковиценосный (лат. Gagea bulbifera) — вид травянистых растений рода Гусиный лук (Gagea) семейства Лилейные (Liliaceae).

## Ботаническое описание
Многолетние травянистые растения. Луковица яйцевидная или шаровидная, маленькая, до 4—5 мм длиной, одиночная или скученная вместе с несколькими более мелкими, одетая буровато-серыми остатками расширенных листовых оснований. Стебель тонкий, ⅓—¾, при плодах до 1 мм толщиной, и 3—12 см высотой, усаженный, преимущественно в нижней половине, очень короткими отстоящими волосками, простой или около середины или немного выше разветвлённый на 2 или 3 ветви, несущих на верхушке по 1 цветку. Листья расположены на стебле очерёдно (преимущественно в нижней его половине) в числе 3—5, из них 2 являются иногда супротивными; они тонко-нитевидные, ⅓—½ мм толщиной, полуцилиндрические, на верхней стороне желобчатые, более или менее коротко-пушистые, преимущественно в нижней их половине, к основанию стебля длина листьев увеличивается, от 0,5 до 5 см длиной; основание всех их клубневидно вздутое и заключающее внутри себя луковичку. Кроме стеблевых листьев от подземных луковиц отходят ещё такие же тонкие, но более длинные листья.
Цветки до распускания поникающие, по раскрытии прямостоячие. Листочки околоцветника внутри жёлтые или беловатые, снаружи с широкой зелёной полоской, ланцетовидные, длинно- или коротко-заострённые, 7—12 мм длиной и 1,5—2 мм шириной. Тычинки на ¼—⅓ короче листочков, нити их плосковатые, иногда книзу слегка постепенно расширенные, в 2—2½ раза длиннее линейно-продолговатых пыльников. Пестик почти равен или немного длиннее тычинок, столбик его кверху постепенно утолщённый, около 1½ раз или немного более длинный, чем продолговато-овальная завязь. Зрелая коробочка овальная, в разрезе округло-трёхгранная, около 6 мм длиной и 3 мм шириной, с тонкими просвечивающими стенками. Семена желтоватые, плоско сжатые, в виде треугольника, у которого одна сторона немного закруглённая, около 1,5 мм в поперечнике.

## Распространение и экология
Восточная Европа, Кавказ, Западная и Центральная Азия, Западная Сибирь. Встречается в степях по солонцам, на каменистых холмах и склонах.